# Atriplex elegans
Atriplex elegans es una especie de planta anual perteneciente a la familia de las amarantáceas. Es originaria del suroeste de los Estados Unidos y norte de México, donde se encuentra en suelos salinos o alcalinos, tales como los lechos de lagos secos del desierto.

## Descripción
Esta es una hierba anual con un tallo ramificado con escamas que se extiende en posición vertical alcanzando una altura de entre 10 y 50 centímetros. Las hojas son blancas con costras y son de forma oval, a veces dentadas en los bordes, y miden mucho menos de 3 centímetros. Las inflorescencias están separadas en flores masculinas y femeninas y se encuentran formando pequeños grupos.

## Taxonomía
Atriplex elegans fue descrita por (Moq.) D.Dietr. y publicado en Synopsis Plantarum 5: 537, en el año 1852.
Etimología
Atriplex: nombre genérico latino con el que se conoce a la planta.
elegans: epíteto latino  que significa "elegante.
Sinonimia
- Obione elegans Moq.
- Obione radiata Torr.[4]